# Lamoudi (Tagazar)
Lamoudi (auch: Lahmudi, Lamoudi Peulh) ist ein Dorf in der Landgemeinde Tagazar in Niger.

## Geographie
Das von einem traditionellen Ortsvorsteher (chef traditionnel) geleitete Dorf liegt im Trockental Dallol Bosso. Es befindet sich rund 18 Kilometer südlich des Hauptorts Balleyara der Landgemeinde Tagazar und des Departements Balleyara, das zur Region Tillabéri gehört. Zu den Siedlungen in der näheren Umgebung von Lamoudi zählen Sandiré im Norden, Taya Zarma im Südosten und Namari Foulan im Süden.
Lamoudi ist Teil der Übergangszone zwischen Sahel und Sudan. Die durchschnittliche jährliche Niederschlagsmenge beträgt hier zwischen 400 und 500 mm.

## Geschichte
Der britische Reiseschriftsteller A. Henry Savage Landor besuchte Lamoudi am 12. Oktober 1906 im Rahmen seiner zwölfmonatigen Afrika-Durchquerung und erwähnte den damals großen Bestand an Palmen im Dorf.

## Bevölkerung
Bei der Volkszählung 2012 hatte Lamoudi 228 Einwohner, die in 28 Haushalten lebten. Bei der Volkszählung 2001 betrug die Einwohnerzahl 420 in 49 Haushalten und bei der Volkszählung 1988 belief sich die Einwohnerzahl auf 456 in 66 Haushalten.

## Wirtschaft und Infrastruktur
Es werden Rinder für die Milchproduktion gehalten und Augenbohnen angebaut. Es gibt eine Schule im Dorf. Bei Lamoudi verläuft die 268,9 Kilometer lange Nationalstraße 35 zwischen Gaya und Winditane.